# Eric Sykes
Eric Sykes (ur. 4 maja 1923 w Oldham, zm. 4 lipca 2012 w Esher) – brytyjski aktor teatralny, filmowy, telewizyjny i radiowy, scenarzysta, komik i reżyser.

## Wybrana filmografia
- 1965: Ci wspaniali mężczyźni w swych latających maszynach – Courtney
- 1968: Shalako – Mako
- 1969: Ci wspaniali młodzieńcy w swych szalejących gruchotach – Perkins
- 1993: Awantura o spadek – odźwierny Dobson
- 2001: Inni – Edmund Tuttle
- 2005: Harry Potter i Czara Ognia – Frank Bryce
- 2007: Syn Rambow – Frank